# The Wedding (Part 1&2)
The Wedding (Part 1&2) is de één- en tweeëndertigste aflevering van het achtste seizoen van het tienerdrama Beverly Hills, 90210, die voor het eerst werd uitgezonden op 20 mei 1998.

## Plot
De paniek slaat nu echt toe bij Kelly en Brandon nu de bruiloft dichterbij komt, ceremoniemeester Donna probeert Kelly te overtuigen dat alles onder controle is. David wil als een cadeau een huwelijksvideo maken waarin alle vrienden op beeld hun ideeën en gelukswensen kunnen uiten. Daar hoort Donna hoe Noah over het huwelijk denkt en dat valt niet goed bij haar, als wraak gaat ze flirten met de cateraar Jacob en dat valt weer niet goed bij Noah die jaloers wordt. Donna heeft alleen niet in de gaten dat Jacob echt verliefd op haar wordt. Als Donna en Jacob uit eten zijn dan komt Jacob zijn ex-vrouw tegen en dat brengt bij hem gevoelens los en wil nu Donna gebruiken om haar jaloers te maken en dan kussen Donna en Jacob elkaar. Kelly en Brandon zijn druk bezig met de voorbereidingen zoals het schrijven van hun geloftes en het uitkiezen van de trouwringen. Vooral Brandon heeft moeite hiermee en schakelt de hulp in van Steve. Op de avond van de bruiloft komen de vrienden allemaal bij elkaar om samen te eten, de ouders van Brandon zijn overgekomen vanuit Hongkong om hier bij aanwezig te zijn. Dan is eindelijk de grote dag aangebroken, het huwelijk gaat beginnen. Brandon en Kelly kleden zich aan en allebei hebben toch hun twijfels of ze moeten trouwen en vlak voordat de kerkmis begint uiten ze hun twijfels, eerst aan Donna en Steve en daarna aan elkaar. Nu ze allebei weten van elkaar dat ze twijfelen, besluiten zij om de bruiloft af te blazen. Iedereen in de kerk wacht vol op spanning op het bruidspaar en dan horen ze hen vertellen dat ze het afblazen en dat slaat in als een bom. Nadat iedereen over de schrik heen is beslissen Brandon en Kelly dat het feest wel gewoon door gaat en iedereen gaat gezellig feesten.
Valerie is nog steeds bang dat zij besmet is met aids nadat zij onveilig gevreeën heeft met Johnny. Zij licht David in omdat zij haar verhaal kwijt moet en David wil haar wel steunen in deze moeilijke tijd. Valerie zoekt Johnny op met de vraag of hij besmet is, eerst zegt hij van niet maar later biecht hij op dat hij wel besmet is met aids. Nu stort de wereld helemaal in bij Valerie en beseft dat zij ook zichzelf moet laten testen. David blijft haar steunen en gaat met haar mee als zij zich laat testen. Op de dag dat het huwelijk voltrokken zou worden hoort zij of zij besmet is of niet.
Steve en Sarah groeien steeds meer naar elkaar toe en Steve is dolgelukkig, maar de man van Sarah wil toch vechten voor hun huwelijk en overtuigd Sarah om mee te gaan naar een therapie. Steve maakt zich zorgen over hun relatie en wordt er doodzenuwachtig van. Sarah deelt hem mede dat zij er toch voor gaan en verlaat Steve die hier doodongelukkig van wordt. Op het feest na het niet gehouden huwelijk komt Sarah Steve opzoeken met de mededeling dat hun huwelijk echt over is en vraagt Steve of hij haar kan vergeven. Steve wil niet met haar verder en vertelt haar dat zij zijn waardigheid en zelfrespect heeft aangetast en dat hij haar hiervoor niet kan vergeven.
Dit is de laatste aflevering van James Eckhouse als Jim Walsh en Carol Potter als Cindy Walsh.

## Rolverdeling
- Jason Priestley - Brandon Walsh
- Jennie Garth - Kelly Taylor
- Ian Ziering - Steve Sanders
- Brian Austin Green - David Silver
- Tori Spelling - Donna Martin
- Tiffani Thiessen - Valerie Malone
- Joe E. Tata - Nat Bussichio
- Lindsay Price - Janet Sosna
- Ann Gillespie - Jackie Taylor
- Matthew Laurance - Mel Silver
- James Eckhouse - Jim Walsh
- Carol Potter - Cindy Walsh
- Vincent Young - Noah Hunter
- John Reilly - Bill Taylor
- Spencer Rochfort - Johnny
- Neil Roberts - Jacob Wallenfels
- Brandi Andres - Sarah Edmonds
- Ryan Thomas Brown - Morton Muntz
- Mercedes Kastner - Erin Silver
- Julie Parrish - Joan Bussichio